# NASCAR-Winston-Cup 1973
Der NASCAR-Winston-Cup 1973 begann am 21. Januar 1973 auf dem Riverside International Raceway und endete am 21. Oktober 1973 auf dem North Carolina Speedway. Benny Parsons gewann seine erste und einzige Meisterschaft. Bobby Allison wurde zum Most Popular Driver (Beliebtester Fahrer) gewählt und Lennie Pond gewann den Rookie of the Year Award.

## Fahrergesamtwertung am Saisonende (Top 50)
| Platz | Fahrer              | Punkte  | Preisgeld (US-Dollar) |
| ----- | ------------------- | ------- | --------------------- |
| 1     | Benny Parsons       | 7173,80 | $ 182.321             |
| 2     | Cale Yarborough     | 7106,65 | $ 267.513             |
| 3     | Cecil Gordon        | 7046,80 | $ 102.120             |
| 4     | James Hylton        | 6972,75 | $ 82.512              |
| 5     | Richard Petty       | 6877.95 | $ 234.389             |
| 6     | Buddy Baker         | 6327,60 | $ 190.531             |
| 7     | Bobby Allison       | 6272,30 | $ 161.818             |
| 8     | Walter Ballard      | 5955,70 | $ 53.875              |
| 9     | Elmo Langley        | 5826,85 | $ 49.542              |
| 10    | J. D. McDuffie      | 5743,90 | $ 56.140              |
| 11    | Jabe Thomas         | 5637,00 | $ 42.955              |
| 12    | Buddy Arrington     | 5483,90 | $ 40.877              |
| 13    | David Pearson       | 5382,80 | $ 228.408             |
| 14    | Henley Gray         | 5215,50 | $ 34.112              |
| 15    | Richard Childress   | 5169,50 | $ 37.880              |
| 16    | Frank Warren        | 4992,15 | $ 36.551              |
| 17    | David Sisco         | 4986,45 | $ 36.205              |
| 18    | Ed Negre            | 4942,55 | $ 34.235              |
| 19    | Dean Dalton         | 4712,30 | $ 35.954              |
| 20    | Charlie Roberts     | 4695,40 | $ 32.144              |
| 21    | Bill Champion       | 4447,85 | $ 31.828              |
| 22    | Coo Coo Marlin      | 4233,90 | $ 29.997              |
| 23    | Lennie Pond (R)     | 4013,85 | $ 30.253              |
| 24    | Dave Marcis         | 3973,90 | $ 30.253              |
| 25    | Raymond Williams    | 3708,25 | $ 22.728              |
| 26    | Bobby Isaac         | 3352,40 | $ 84.550              |
| 27    | Dick Brooks         | 3200,70 | $ 55.369              |
| 28    | Darrell Waltrip (R) | 2968,20 | $ 42.466              |
| 29    | Joe Frasson         | 2952,20 | $ 25.884              |
| 30    | Vic Parsons         | 2929,25 | $ 18.200              |
| 31    | Jim Vandiver        | 2508,85 | $ 18.586              |
| 32    | John Sears          | 2465,25 | $ 16.890              |
| 33    | Larry Smith         | 2367,85 | $ 14.090              |
| 34    | Rick Newsom         | 1931,00 | $ 8.530               |
| 35    | Donnie Allison      | 1755,75 | $ 41.246              |
| 36    | D.K. Ulrich         | 1543,90 | $ 3.955               |
| 37    | G.C. Spencer        | 1503,15 | $ 12.013              |
| 38    | Mel Larson          | 1182,05 | $ 8.255               |
| 39    | Johnny Barnes (R)   | 1174,20 | $ 8.585               |
| 40    | Eddie Bond          | 1163,50 | $ 6.901               |
| 41    | Earle Canavan       | 1144,70 | $ 4.980               |
| 42    | Earl Brooks         | 1075,75 | $ 4.880               |
| 43    | Charlie Glotzbach   | 903,35  | $ 6.451               |
| 44    | Randy Tissot        | 887,85  | $ 4.245               |
| 45    | Ron Keselowski      | 879,75  | $ 6.060               |
| 46    | Jimmy Crawford      | 846,00  | $ 4.059               |
| 47    | Richard D. Brown    | 827,75  | $ 7.340               |
| 48    | Clarence Lovell     | 813,50  | $ 9.175               |
| 49    | Bill Dennis         | 809,75  | $ 4.225               |
| 50    | Jack McCoy          | 793,25  | $ 5.270               |

(R) = Fahrer war ein Anwärter auf die Auszeichnung des Rookie of the Year.